# Розвідувальне співтовариство Франції

Організаційна схема, наведена на сайті розвідувального співтовариства Франції.

Розвідувальне співтовариство Франції (фр. Communauté française de renseignement) — збірний термін для позначення всіх нині діючих спецслужб Франції, використовуваний з початку 2000-х у французьких військових та дипломатичних колах. Розвідувальне співтовариство Франції діє під загальним керівництвом Національної ради з розвідки — підрозділу 
Ради з оборони та національної безпеки.

## Розвідувальні організації

### Підвідомчі міністерству оборони
Підлеглі безпосередньо міністру: 
- Генеральний директорат зовнішньої безпеки (DGSE), відповідальний за зовнішню розвідку та контррозвідку[2];
- Директорат безпеки оборони (DPSD), відповідальний за безпеку військовослужбовців, оборонної інформації, споруд та інфраструктури[3].

Підлеглі Генеральному штабу ЗС Франції: 
- Управління військової розвідки (DRM), що відповідає за збір розвідувальної інформації стратегічного та тактичного значення.

Деякі експерти виділяють в складі спецслужб, підпорядкованих Міністерству оборони, ще дві:
- Бригада розвідки та радіоелектронної боротьби (BRGE), яка веде радіоелектронну та радіотехнічну розвідку в інтересах Міністра оборони та військового командування, а також займається питаннями захисту військових ліній зв'язку та інформаційних систем.
- Центральна служба безпеки інформаційних систем (SCSSI), що відповідає за розробку нормативних актів та контроль у галузі використання криптосистем.

### Підвідомчі міністерству внутрішніх справ
Підлеглі генеральної дирекції національної поліції: 
- Головне управління внутрішньої розвідки (DCRI), відповідає за контррозвідку та боротьбу з тероризмом. DCRI створено внаслідок об'єднання Управління територіального нагляду (DST) та Головного управління загальної розвідки (CDSR), що стався 2008 року[5].
- Координаційна група по боротьбі з тероризмом (UCLAT) — відповідає за координацію всіх урядових органів у сфері боротьби з тероризмом.

Підлеглі префектурі поліції: 
- Розвідувальне управління префектури поліції Парижа (DRPP) — відповідає за боротьби з тероризмом та запобігання порушень громадського порядку в Парижі та найближчих передмістях. Також координує розвідувальну діяльність на рівні великого Парижа.

### Підвідомчі міністерству економіки
- Національний директорат розвідки та митних розслідувань (DNRED), відповідає за боротьбу з контрабандою;
- Управління розвідки та протидії підпільним фінансовим схемам (TRACFIN), відповідає за боротьбу з відмиванням грошей.